# Lau Lingga
Lau Lingga is een bestuurslaag in het regentschap Karo van de provincie Noord-Sumatra, Indonesië. Lau Lingga telt 339 inwoners (volkstelling 2010).